# ذليلان
ذليلان هي قرية في مقاطعة نقدة، إيران. يقدر عدد سكانها بـ 244 نسمة بحسب إحصاء 2016.